# 大塚義治
大塚 義治（おおつか よしはる、1947年〈昭和22年〉8月6日 - 2023年〈令和5年〉1月17日）は、日本の元厚生及び厚生労働官僚、厚生労働事務次官。日本赤十字社名誉社長。栃木県上都賀郡粟野町（現：鹿沼市）出身。

## 経歴
1966年、東京都立上野高等学校卒業。1970年3月 東京大学法学部第2類（公法コース）卒業。同年4月 厚生省入省。社会局庶務課配属。1994年 厚生省大臣官房会計課長、1996年 厚生省大臣官房審議官（健康政策、医療保険担当）、1998年7月 厚生大臣官房長、1999年8月 厚生省老人保健福祉局長、2001年1月6日 厚生労働省保険局長、2002年8月 厚生労働審議官、2003年8月に厚生労働事務次官。2004年7月 退官。2005年4月 日本赤十字社副社長兼日本赤十字学園理事長（2022年6月30日 理事長退任）。2014年6月 三菱財団理事。2019年7月 日本赤十字社社長（2022年6月30日 任期満了）。2022年7月 日本赤十字社名誉社長。
2023年1月17日、死去。75歳没。叙正四位、瑞宝重光章追贈。

## 書籍
- 『遊歩入夢―文庫の香り』弓立社､ 2001年2月1日 ISBN 978-4896671001
- 『文庫彩時記 遊歩入夢』時評社､ 2010年10月1日 ISBN 978-4883391608
- 『文庫彩時記 本棚の漫歩計』 2010年10月1日 ISBN 978-4883391615
- 『続・本棚の漫歩計 (Jihyo books)』 2015年7月10日 ISBN 978-4883392179